# The Best of BTS (Korea Edition)
Pour les articles homonymes, voir The Best of BTS.
Albums de BTS
The Best of BTS (Japan Edition)
(2017) You Never Walk Alone
(2017)
The Best of BTS (Korea Edition) (titre original : The Best Of 防弾少年団 - Korea Edition -) est la troisième compilation japonaise du boys band sud-coréen BTS sorti le 6 janvier 2017 au Japon.
Cette compilation reprend des chansons coréennes de BTS sorties de 2013 à 2016. Un DVD contenant des clips vidéos est inclus dans une version deluxe en édition limitée.
Le même jour sort The Best of BTS (Japan Edition), une compilation reprenant les chansons japonaises.

## Liste des pistes
| 1.  | No More Dream           |  |  | 3:42 |
| 2.  | We Are Bulletproof Pt.2 |  |  | 3:45 |
| 3.  | N.O                     |  |  | 3:30 |
| 4.  | Boy in Luv              |  |  | 3:50 |
| 5.  | Just One Day            |  |  | 4:00 |
| 6.  | Danger                  |  |  | 4:05 |
| 7.  | War of Hormone          |  |  | 4:26 |
| 8.  | I Need U                |  |  | 3:31 |
| 9.  | Dope                    |  |  | 4:00 |
| 10. | Run                     |  |  | 3:57 |
| 11. | Epilogue: Young Forever |  |  | 2:52 |
| 12. | Fire                    |  |  | 3:23 |
| 13. | Save Me                 |  |  | 3:17 |
| 14. | Blood Sweat and Tears   |  |  | 3:37 |

| 1.  | No More Dream           |  |  | 4:50 |
| 2.  | We Are Bulletproof Pt.2 |  |  | 3:53 |
| 3.  | N.O                     |  |  | 4:03 |
| 4.  | Boy in Luv              |  |  | 4:43 |
| 5.  | Just One Day            |  |  | 4:09 |
| 6.  | Danger                  |  |  | 4:52 |
| 7.  | War of Hormone          |  |  | 4:59 |
| 8.  | I Need U                |  |  | 3:40 |
| 9.  | Dope                    |  |  | 4:17 |
| 10. | Run                     |  |  | 7:31 |
| 11. | Epilogue: Young Forever |  |  | 3:26 |
| 12. | Fire                    |  |  | 4:55 |
| 13. | Save Me                 |  |  | 3:37 |
| 14. | Blood Sweat and Tears   |  |  | 6:04 |

## Historique de sortie
| Pays  | Date           | Format   | Label       |
| ----- | -------------- | -------- | ----------- |
| Japon | 6 janvier 2017 | CD       | Pony Canyon |
| Japon | 6 janvier 2017 | CD + DVD | Pony Canyon |